# Прапор Нідерландських Антильських островів
Прапор Нідерландських Антильських островів — один з офіційних символів Нідерландських Антильських островів до 10 жовтня 2010 року (коли Нідерландські Антильські острови припинили своє існування). Офіційно затверджений 22 березня 1986 року. Використовується тільки з прапором Нідерландів. Співвідношення сторін прапора 2:3. 
Прапор являє собою прямокутне полотнище білого кольору, через який горизонтально проходить синя стрічка, а вертикально – червона. Посередині прапора на синій стрічці зображено п’ять зірок, які символізують п’ять островів, які входять до складу Нідерландських Антильських островів. Верхні зірки це Саба, Сінт-Маартен, Сінт-Естатіус, нижні Кюрасао та Бонайре. Синя стрічка символізує Карибське море, червона – єдність всіх островів. Присутність на прапорі кольорів прапора Нідерландів символізує зв'язок з метрополією. В період з 1959-1985 роки на прапорі була присутня шоста зірка, яка символізувала Арубу.

## Прапори окремих островів

Бонайре
Кюрасао
Саба
Сінт-Маартен
Сінт-Естатіус

## Порередній прапор

19 листопада 1959 - 20 березня 1986

## Прапори губернатора

5 квітня 1966 — 1 січня 1987
1 січня 1987 і до сьогодні